# Anzia lopezii
Anzia lopezii är en lavart som beskrevs av Yoshim. Anzia lopezii ingår i släktet Anzia och familjen Parmeliaceae.   Inga underarter finns listade i Catalogue of Life.